# Львівсільмаш

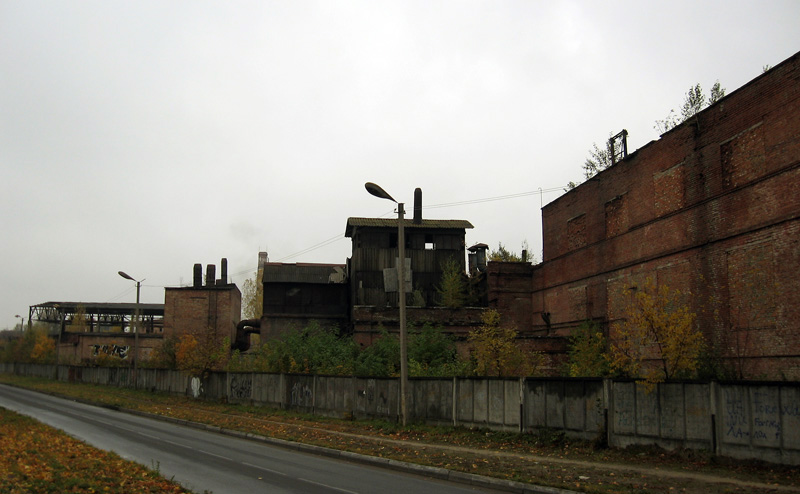
Напівзруйновані цехи заводу

ПАТ „Завод «Львівсільмаш»“ — єдине в Україні та СНД спеціалізоване підприємство з випуску машин для хімічного захисту рослин та внесенню в ґрунт рідких мінеральних добрив. Це обприскувачі штангові і вентиляторні, причіпні і навісні. Крім цього завод виготовляв ґрунтообробну техніку, машини для картоплярства, кормозбиральну техніку, запасні частини для машин власного виробництва та іншої сільськогосподарської техніки, забезпечуючи їх сервісне обслуговування.

## Історія
На базі площ колишньої фабрики сільськогосподарських машин Пйотровича та Шумана, а також шляхом додаткового будівництва цехів і споруд у 1945—1946 роках було введено в експлуатацію завод сільськогосподарського машинобудування, який почав виготовляти машини і апарати для боротьби зі шкідниками сільськогосподарських культур та рослин. Директором заводу був призначений Абрамян. Основна частина корпусів заводу знаходилася на вулиці Городоцькій, 207; між вулицями Сулими та Любінською.
ВАТ «Завод „Львівсільмаш“» зареєстроване 28 лютого 1996 року. 1997 року завод внесено до переліку підприємств, що мають стратегічне значення для економіки та безпеки держави. Обсяги виробництва 1999 року сягнули 4,3 млн грн. Завод співпрацював з багатьма закордонними фірмами, систематично бере участь у різноманітних міжнародних та галузевих виставках-ярмарках сільськогосподарської техніки. Експортував продукцію в Білорусь, Молдову, Росію, Словаччину, країни Балтії, підтримував ділові стосунки з Італією та Німеччиною.
Від початку 2000-х років завод опинився у затяжній господарчій та адміністративній кризі. У 2003 році розпочато процес санації підприємства, яка однак не покращила ситуації, а його борг протягом наступних трьох років лише зріс. У 2008 році акції ВАТ оцінювали в 50 млн гривень. За останні роки свого існування завод втратив низку об'єктів нерухомості, частину з яких передано у комунальну власність громади Львова.
У січні 2017 року підприємство припинило своє існування.

## Структура
До структури підприємства входили ливарне (чавунне, сталеве та кольорове), ковальське, заготівельно-пресове, механообробне, зварювальне, фарбувальне та термічне виробництва. Особливо були розвинуті виробництво пластмас, деталей, литво під тиском та на видувних агрегатах, виготовлення полімерних труб, ротаційне формування з поліетилену баків місткістю до 2000 л.

## Основні види продукції
- обприскувачі штангові, вентиляторні, причіпні та навісні (ОП-2000-2-01, ОПШ-1500, ОПВ-2000 та ін.);
- культиватори (КСГ-4, -4-01, КВГН-3,6);
- косарки навісні (КН-2,1) та ротаційно пасові (КРР-1,8), граблі-валкоутворювачі (ГВ 00.000);
- картоплесаджалки (КС-2, -4);
- картоплекопачки (КД 00.000);
- причепи протипожежні та дизенфікуючі;
- товари народного вжитку — каністри, відра, туристичні набори тощо.

## Соціальна сфера
- Дитячий табір «Левеня» у Брюховичах;
- База відпочинку;
- Дошкільний навчальний заклад № 61 (вул. Сулими, 32);
- Медичний пункт;
- Палац культури та спорту (вул. Городоцька, 225);
- Спорткомплекс зі стадіоном «Сільмаш» (вул. Сулими, 1).